# Alexander Lee Eusebio
Alexander Lee Eusebio (알렉산더 리 유세비오), bardziej znany jako Alexander (알렉산더) lub Xander (ur. 29 lipca 1988 w Hongkongu) – koreańsko-chińsko-portugalski piosenkarz, raper i prowadzący. Zdobył sławę jako członek k-popowego boysbandu U-KISS, lecz teraz pracuje jako wokalista solowy z „I just” jako jego debiutanckim singlem.
Alexander aktualnie ma zawarty kontrakt jako solowy artysta w agencji M Plus Entertainment i 13 grudnia 2011 wydał swój pierwszy singiel „I Just”. Jego pierwszym występem po opuszczeniu U-KISS było prywatne spotkanie z fanami w Hongkongu. Pomimo promowania tego wydarzenia tylko przez media społeczne, w szczególności Twittera i Facebooka przybyło na nie dużo fanów z całego świata.
Pojawił się on także kilka razy w audycjach radiowych i programach rozrywkowych w koreańskiej telewizji.
Ponadto był modelem dla kilku projektantów mody, w tym dla sławnego koreańskiego Lee Sang Bonga. Próbując swoich sił w aktorstwie, wystąpił w koreańskiej dramie o nazwie Immortal Masterpiece, do której nagrał piosenkę „치송 (Kimchi Song)”. Pojawił się również gościnnie w God’s Quiz, w sezonie 3.
Mimo bycia zajętym przez aktorstwo Xander jest nadal podczas trasy koncertowej po Azji, odwiedził już Japonię, Malezję, niedawno Singapur i ma nadzieję niedługo odwiedzić swoich innych fanów w Indonezji oraz na Filipinach.

## U-KISS
Zdobył sławę jako jeden z 7 członków południowokoreańskiej, k-popowej grupy U-KISS.
Alexander został nim podczas wakacji w Seulu i później, wraz z 5 innymi członkami (Kim Kibum, Shin Soohyun, Eli Kim, Shin Dongho i Kevin Woo) zadebiutował w Japonii na „Power of Atamix” w dniu 15 sierpnia 2008. Oficjalny debiut nastąpił jednak w Korei, 28 sierpnia, wykonując „Not young” z ich pierwszego mini albumu „New Generation”. W swoim czasie zespół wydał 4 mini albumy (New Generation, Bring It Back 2 Old School, ContiUkiss i Break Time) oraz 1 pełny album zatytułowany „Only one”. Ich najbardziej popularna piosenka do tej pory to „만만하니 (ManManHaNi)” z mini albumu „ContiUkiss”, podczas którego dołączył do nich Lee Kiseop.
U-KISS koncertowali i promowali na terenie całej Azji, są bardzo popularni w Japonii, Indonezji, Singapurze, Filipinach, Malezji oraz Tajlandii.
23 lutego 2011 wybuchła wiadomość, że on i jego kolega z zespołu, Kibum, opuszczą grupę, którą później oboje potwierdzili. Ich umowy zostały wypowiedziane przez agencję. NH Media oświadczyło, że Xander opuścił zespół z powodów osobistych i chęci do kontynuowania studiów. To zostało jednak odrzucone przez Alexandra. Jego ostatnim eventem jako członek U-KISS było spotkanie z fanami w Mikie Holiday Hotel w Indonezji 5 marca 2011.

## Występy
Oprócz U-KISS Alexander jest znany również jako prowadzący (zwłaszcza radia Arirang z członkami zespołu Kevinem oraz Elim), kilku piosenek nagranych bez jego grupy (rapuje w „Your Love” Hye Ji i Brave Brothers' „Finally” z Kevinem) i występów.
Brał udział także w „Father, I Honor You” wychwalającym koncercie w Hongkongu 18 czerwca 2011, śpiewając ewangelijskie piosenki: „아주먼 옛날” (A Long Long Time Ago) i „Nobody”. W październiku razem z członkami 3rd Wave, Alexander pojawił się na spotkaniu z fanami i Music Rally w kościele FGA w Kuala Lumpur, Malezji. Wystąpił z Brianem Joo i pastorem Johnnym (śpiewając m.in. „Looking For The Day”). Alexander wyraził również zainteresowanie Contemporary Christian Music (CCM) mówiąc, że to jest to, co na pewno chce robić.

## Kariera solowa
Po opuszczeniu U-KISS Alexander swój pierwszy comeback miał na prywatnym fanmeetingu, „When Alexander Met You...” zorganizowanym w Hongkongu 6 sierpnia 2011, gdzie fani mogli być z nim blisko i specjalnie dla nich, pierwszy raz, zaśpiewał „Bad Girl” (ENG Ver.) zapewniając, że nie widzą się po raz ostatni.
Bardziej publiczny debiut odbył 9 grudnia na imprezie Akasaka Blitz w Tokio. 18 grudnia był także w Kuala Lumpur, w Malezji, gdzie wystąpił z utworami z jego nowego albumu, czyli „I Just” i „Oh! Baby”, a również „그남자 (That Man)”, pochodzącym z popularnej koreańskiej dramy „Secret Garden” i pierwszym po mandaryńsku „情非得已” z tajwańskiej dramy „Meteor Garden”.
Piosenka „I Just” zdobyła 37. miejsce na Mnet Japan’s MCountdown chart.
Wystąpił w koreańskiej dramie „Immortal Masterpiece”, gdzie gra cudzoziemca, który chce dowiedzieć się więcej o kimchi. Pojawił się też gościnnie w 6 odcinku 3 serii „God’s Quiz Season 3”.
13 i 14 lipca 2012 odbyło się spotkanie w Singapurze „Specially for Xanderettes”, gdzie zaśpiewał „I Just”, „Oh! Baby”, „Bad Girl”, i także jego ostatnią piosenkę „김치송 (Kimchi Song)”.

## Życie prywatne
Urodził się w Hongkongu i dorastał w Makau, a następnie mieszkał w Kalifornii, gdzie był studentem komunikacji na De Anza College. Obecnie mieszka w Seulu. Jego ojciec, Anthony Eusebio jest w połowie Chińczykiem, w połowie Portugalczykiem, a jego matka, Chungmi Lee jest Koreanką. Ma również 2 lata starszą siostrę o imieniu Victoria. Jego rodzina jest dobrze znana przez fanów, ponieważ są oni aktywni na Twitterze, gdzie komunikują się z Alexandrem i dają fanom poczucie ciepła oraz miłości, którym dzielą się jako rodzina.
Został nazwany po swoim dziadku (Alejandro) oraz ujawnił, że był on pochodzenia hiszpańsko-filipińskiego. „Mój dziadek dał mi to nazwisko (Eusebio), a on był hiszpańskiej krwi potomkiem.... z Filipin! Więc wyjechał z Filipin, udał się do Hiszpanii i udał się do Hongkongu, a następnie da da da da... oto jestem!” oto co powiedział na koncercie na Filipinach.
Alexander ma kilku dobrych przyjaciół w branży. Powiedział, że są to: Amber Liu z f(x), Younha, Bekah z After School, Nichkhun z 2PM, chiński piosenkarz Wei Chen, tajwański piosenkarz i aktor Vanness Wu, Danson Tang, członkowie Super Junior-M, Zhou M oraz Shin Dongho i Kim Kibum z U-KISS.
Alexander jest chrześcijaninem. Jest zaangażowany 3rd Wave Music – południowokoreańską chrześcijańską wytwórnię.
Przed debiutem Alexander trochę zajmował się modelingiem, a także pojawił się w reklamie edukacyjnej w telewizji o niebezpieczeństwach hazardu.
Alexander jest aktywny na witrynach społecznościowych takich jak Twitter (jego nazwa to alexander_0729) i Weibo (chińskie mikro-blogowanie podobne do Twittera).
Jest również znany ze swojej zdolności do mówienia w 7 językach; angielskim, kantońskim, mandaryńskim, koreańskim, japońskim, hiszpańskim i portugalskim. Zainteresowany językiem francuskim uczył się go z siostrą. Dlatego że Alexander jest w stanie mówić w wielu różnych językach, zazwyczaj czuje się komfortowo i nie potrzebuje tłumacza, gdy jest za granicą.

## Dyskografia
Single
- 2011: „I Just”

## Filmografia
- Immortal Masterpiece
- God’s Quiz 3 (odc. 6)
- Moorim School
- My Korean Jagiya
- Dear Uge